# Mughan
Mughan (ryska: Мугань) är en ort i Azerbajdzjan.   Den ligger i distriktet Hacıqabul Rayonu, i den östra delen av landet, 100 km väster om huvudstaden Baku. Antalet invånare är 4 410.
Terrängen runt Mughan är platt åt sydväst, men åt nordost är den kuperad. Närmaste större samhälle är Hacıqabul, 12,5 km sydost om Mughan.
Omgivningarna runt Mughan är i huvudsak ett öppet busklandskap. Runt Mughan är det ganska tätbefolkat, med 80 invånare per kvadratkilometer.